# Epidendrum vesicicaule
Epidendrum vesicicaule är en orkidéart som beskrevs av Louis Otho Otto Williams. Epidendrum vesicicaule ingår i släktet Epidendrum och familjen orkidéer. Inga underarter finns listade i Catalogue of Life.